# Superlove (chanson)
Pour le film réalisé par Jean-Claude Janer voir Superlove
Singles par Avicii
Silhouettes
(2012) Last Dance
(2012)
Superlove est une chanson du DJ et compositeur suédois Avicii et l'artiste américain Lenny Kravitz. La chanson est sortie le 29 mai 2012 sous format numérique par le biais du label Roadrunner Records. Le single se classe en Belgique et aux Pays-Bas.

## Liste des pistes
| 1. | Superlove | 5:22 |

## Classement par pays
| Classement (2012)                 | Meilleure Position |
| --------------------------------- | ------------------ |
| Belgique (Flandre Ultratip 100)   | 7                  |
| Belgique (Wallonie Ultratip 50)   | 26                 |
| Hongrie (Dance Top 40)            | 26                 |
| Hongrie (Single Top 40)           | 6                  |
| Pays-Bas (Single Top 100)         | 25                 |
| États-Unis (Hot Dance Club Songs) | 2                  |

## Historique de sortie
| Pays        | Date        | Format                   | Label              |
| ----------- | ----------- | ------------------------ | ------------------ |
| Royaume-Uni | 29 mai 2012 | Téléchargement numérique | Roadrunner Records |